# Ella Ewing

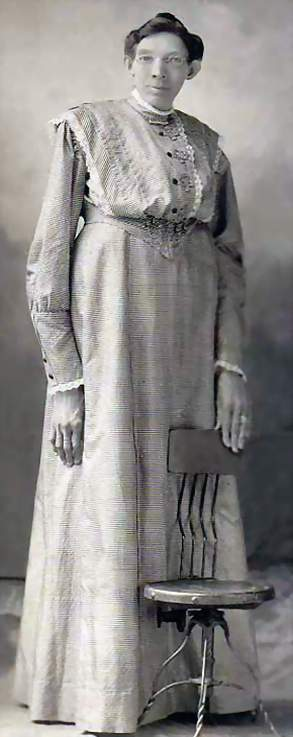
Ella Edwing

Ella Kate Ewing, soprannominata Missouri giantess, in italiano "la gigantessa del Missouri" (La Grange, 9 marzo 1872 – South Gorin, 10 gennaio 1913), è considerata una della donne più alte della storia e la donna più alta del suo tempo. Si dice che abbia raggiunto i 254 cm (8 piedi e 4 pollici) di altezza, anche se tale valore non è confermato da Guinness dei primati .

## Primi anni

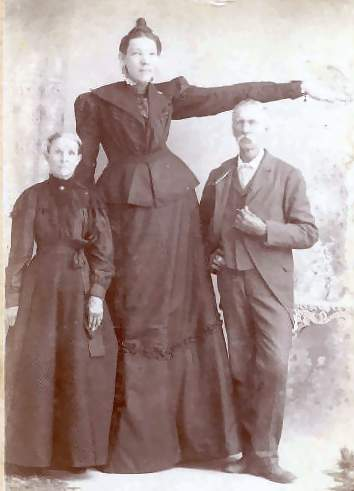
Ella Edwing insieme ai suoi genitori

Ella nacque il 9 marzo 1872 a La Grange, in Missouri, figlia unica di Benjamin Ewing e Anna Herring Ewing. Poco dopo la sua nascita la famiglia si trasferì in una fattoria nella Contea di Scotland vicino a Gorin. Da piccola Ella aveva un'altezza normale, ma intorno ai sette anni iniziò a crescere molto velocemente, e a quattordici anni si dice che avesse raggiunto i 188 cm, la stessa altezza del padre. È probabile che soffrisse di gigantismo pituitario, una condizione medica causata da una eccessiva produzione dell'ormone della crescita da parte della ghiandola pituitaria.
All'età di sedici anni aveva raggiunto i 213 centimetri, superando di gran lunga entrambi i genitori. Mentre la maggior parte degli abitanti della comunità locale si erano abituati alla sua straordinaria altezza e la accettavano, le persone dei paesi vicini restavano sbalorditi non avendo mai incontrato una persona così alta, e spesso si prendevano gioco di lei. Ella Ewing li ignorava, anche se tali commenti ferivano i suoi sentimenti.

## Carriera professionale

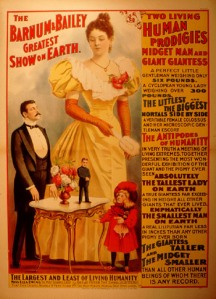
Poster promozionale dello spettacolo di Ella Edwing

La sua carriera come performer circense iniziò nel 1892 (nel 1890 secondo altre fonti) quando Lewis Epstein, impresario e proprietario di un museo di Chicago propose alla famiglia Ewing di ingaggiare Ella come attrazione temporanea per il suo museo. Inizialmente i suoi genitori reagirono con rabbia e scacciarono l'impresario, ma poi un amico di famiglia suggerì loro che se la gente guardava Ella a bocca aperta, tanto valeva che pagassero per farlo.
Quando Epstein tornò con una nuova offerta, proponendo alla ragazza 1000 dollari per l'apparizione per tre settimane nel suo museo, oltre alla possibilità per i suoi genitori di viaggiare con lei, Ewing accettò. Per 27 giorni, 7 ore al giorno, doveva stare in piedi in una delle sale del museo mentre i visitatori la guardavano meravigliati. Mentre inizialmente si sentiva a disagio per essere in quel modo al centro dell'attenzione, con il passare dei giorni iniziò ad apparire più a suo agio e rilassata e ad offrire timidi sorrisi. 
Dopo quell'esperienza, capendo che in quel modo avrebbe potuto aiutare economicamente i suoi genitori, la cui situazione economica non era florida, e anche permettersi l'acquisto di mobili adatti alle sue esigenze, Ewing decise di continuare a esibirsi. Poco tempo dopo Epstein le offrì un nuovo ingaggio  di cinque mesi, in cambio dell'incredibile cifra di 5000 dollari, una cifra che suo padre non avrebbe guadagnato nemmeno in 5 anni di duro lavoro nei campi.
Ewing continuò ad esibirsi per quasi 20 anni presso musei e fiere, dove era presentata come "la gigantessa del Missouri" o "la donna più alta del mondo", e talvolta disponeva di una tenda privata. A volte si esibiva suonando un organo o cantando canzoni, ma più spesso semplicemente stava in piedi mostrandosi in tutta la sua altezza. I visitatori pagavano 10 centesimi per osservarla, altrettanti per scattare una foto o un quarto di dollaro per stringerle la mano. Rispettando le proprie convinzioni religiose, non si esibiva mai la domenica. Quasi sempre viaggiava con almeno un accompagnatore: inizialmente viaggiava con entrambi i genitori, per i quali si trattava di una occasione unica per visitare il paese, in seguito solo con la madre e - dopo la morte di quest'ultima nel 1899, con un amico di famiglia.
Nel 1893 si esibì alla Fiera Colombiana di Chicago, esibizione mondiale che attirò milioni di visitatori, e ciò contribuì a farla conoscere in tutto il Midwest. Nel 1897 si unì al Barnum & Bailey Circus per un tour di tutto il paese. Quando il circo arrivò a Saint Louis un giornalista del St. Louis Post-Dispatch la intervistò chiedendole cosa pensasse della vita circense, e Ewing rispose "Ne sono entusiasta, e l'ho trovata molto diversa da ciò che mi ero aspettata prima di entrare a farne parte. Ho sempre ricevuto il trattamento migliore da tutte le altre persone che fanno parte dello spettacolo, e mi piace viaggiare e vedere il paese. I primi tempi è stato terribilmente imbarazzante per me, ma ora mi ci sono quasi abituata e mi piacciono i viaggi e l'emozione". Alla fine del suo tour di sei mesi con il circo Ewing aveva guadagnato 3250 dollari, una cifra molto più alta dello stipendio annuale di un americano medio a quel tempo.
Nonostante la celebrità, Ewing non si allontanò mai dalle proprie radici, tornando sempre nella propria comunità vicino a Gorin quando non era impegnata nei tour. Acquistò una nuova fattoria per i genitori e progettò lei stessa la casa dei suoi sogni, con i soffitti a tre metri di altezza e porte alte 2,64 metri in modo da poter restare sempre dritta, finestre di 1,80 metri che le permettessero di guardare fuori senza piegarsi e mobili su misura. Vi installò uno dei primi telefoni residenziali della Contea di Scotland, che metteva a disposizione anche dei suoi vicini di casa, e quando era a casa trovava sempre il tempo per visitare gli amici e raccontare loro ciò che aveva visto durante i suoi viaggi per il paese.
Nel 1904 partecipò all'Esposizione internazionale della Luisiana a Saint Louis, e nel 1905 alla Lewis and Clark Centennial Exposition di Portland in Oregon. In seguito, a causa del peggioramento delle sue condizioni di salute, smise di esibirsi. Morì di tubercolosi il 10 gennaio 1913, all'età di 40 anni e venne sepolta nel locale cimitero della chiesa battista.
Tre delle sue scarpe sono conservate nei magazzini del Missouri State Museum di Jefferson City: portava il numero 24 (equivalente all'incirca ad un numero 60 italiano) ed erano necessari quasi 3 kg di pelle per realizzare un paio delle sue calzature; un elaborato vestito che Ewing indossava nelle sue esibizioni venne realizzato con più di 70 metri di stoffa, mentre per un vestito di tutti i giorni ne servivano circa 22.